# Bajo Martín
Bajo Martín (arag. Baixo Martín, kat. Baix Martín) – okręg (hiszp.: comarca) Hiszpanii, w Aragonii, w prowincji Teruel.

## Podział administracyjny
W skład okręgu wchodzą:
- Albalate del Arzobispo,
- Azaila,
- Castelnou,
- Híjar,
- Jatiel,
- La Puebla de Híjar,
- Samper de Calanda,
- Urrea de Gaén,
- Vinaceite.